# Île Godec
L'île Godec est une petite île du golfe du Morbihan rattachée administrativement à la commune de Sarzeau.

## Toponymie
Le nom semble provenir du breton god(ell), la poche, avec le suffixe en "ec" qui signifie "remarquable pour". Peut-être en raison de la forme de l'île.

## Géographie
Godec se situe au Nord-Ouest de la pointe de Bernon, située sur la commune de Sarzeau, presqu'île de Rhuys, et à l'ouest de l'île Iluric.
Ilur est séparée de l'Île d'Arz par le chenal assez profond de la rivière de Noyalo ; par contre seule une zone vaseuse, un schorre, découvrant à marée basse et contenant des parcs à huîtres, la sépare, ainsi que les îles Iluric, Godec et des Œufs, de la rive nord de la presqu'île de Rhuys. Il est probable qu'avant le VIe siècle ces îles étaient rattachées au continent, étant reliées à l'actuelle presqu'île de Rhuys par une plaine, ce qui explique la création au haut Moyen Âge de la paroisse d'Ilur dont l'île d'Arz dépendait alors. Cette plaine fut envahie par la mer lors d'une transgression marine entre le VIe siècle et le XIe siècle, ce qui créa les îles précitées (seule l'île d'Arz existant antérieurement à cette transgression).